# Déneia
Déneia är en ort i Cypern.   Den ligger i distriktet Eparchía Lefkosías, i den centrala delen av landet, 20 km väster om huvudstaden Nicosia. Déneia ligger 185 meter över havet och antalet invånare är 317. Den ligger på ön Cypern.
Terrängen runt Déneia är huvudsakligen platt, men åt nordväst är den kuperad.Trakten runt Déneia är ganska tätbefolkad, med 108 invånare per kvadratkilometer. Närmaste större samhälle är Nicosia, 19,8 km öster om Déneia. Trakten runt Déneia är i huvudsak ett öppet busklandskap.
Årsmedeltemperaturen i trakten är 22 °C. Den varmaste månaden är juli, då medeltemperaturen är 35 °C, och den kallaste är januari, med 10 °C. Genomsnittlig årsnederbörd är 474 millimeter. Den regnigaste månaden är december, med i genomsnitt 108 mm nederbörd, och den torraste är augusti, med 1 mm nederbörd.